# Australian Open 2005
L'Australian Open 2005 è stata la 93ª edizione dell'Australian Open e prima prova stagionale dello Slam per il 2005. Si è disputato dal 17 al 30 gennaio 2005 al Melbourne Park.

## Risultati

### Singolare maschile
Marat Safin ha battuto in finale  Lleyton Hewitt con il punteggio di 1–6, 6–3, 6–4, 6–4

### Singolare femminile
Serena Williams ha battuto in finale  Lindsay Davenport con il punteggio di 2–6, 6–3, 6–0

### Doppio maschile
Wayne Black /  Kevin Ullyett hanno battuto in finale  Bob Bryan /  Mike Bryan con il punteggio di 6–4, 6–4

### Doppio femminile
Svetlana Kuznecova /  Alicia Molik hanno battuto in finale  Lindsay Davenport /  Corina Morariu con il punteggio di 6–3, 6–4

### Doppio misto
Samantha Stosur /  Scott Draper hanno battuto in finale  Liezel Huber /  Kevin Ullyett con il punteggio di 6–2, 2–6, [10–6]

## Junior

### Singolare ragazzi
Donald Young ha battuto in finale  Kim Sun-Yong con il punteggio di 6–2, 6–2

### Singolare ragazze
Viktoryja Azaranka ha battuto in finale  Ágnes Szávay con il punteggio di 6–2, 6–2

### Doppio ragazzi
Kim Sun-Yong /  Yi Chu-huan hanno battuto in finale  Thiemo de Bakker /  Donald Young con il punteggio di 6–3, 6–4

### Doppio ragazze
Viktoryja Azaranka /  Marina Eraković hanno battuto in finale  Nikola Fraňková /  Ágnes Szávay con il punteggio di 6–0, 6–2